# Gonomyia flavocostalis
Gonomyia flavocostalis är en tvåvingeart som beskrevs av Alexander 1924. Gonomyia flavocostalis ingår i släktet Gonomyia och familjen småharkrankar. Inga underarter finns listade i Catalogue of Life.